# إرنست غونتر بادي
إرنست غونتر بادي (20 أغسطس 1897 - 8 مايو 1945) جنرالًا ألمانيًا خلال الحرب العالمية الثانية. وقد حصل على وسام الفارس الصليبي الحديدي بأوراق البلوط وسيوف ألمانيا النازية. أصيب بايد في الخدمة وتوفي متأثرا بجراحه في 8 مايو 1945.

## مسار مهني
تطوع إرنست غونتر بايد للخدمة العسكرية في عام 1914 وقاتل خلال الحرب العالمية الأولى. خلال الحرب العالمية الثانية، في مارس 1942 تم تعيين بادي للاحتياطي النشط للضباط ( فوهررريزيرف). وانتقل بعد ذلك إلى الفرقة 15 بانزر في شمال أفريقيا وتولى قيادة فوج المدفعية 115 في 15 أبريل 1942، ألتزم في ذلك الوقت بالعمل في ليبيا وبرقة.
أصبح أسطورة في الفيلق الأفريقي وكان معروفًا بخوضه معركة يرتدي النقبة الاسكتلندية ويحمل كليمور ذو حدين.   في مايو 1942 شارك في معركة بير حكيم. مُنح بايد صليب وسام الفارس الصليبي الحديدي بسبب أفعاله خلال المعركة. أصيب في 28 يوليو 1942 في العلمين، وتم نقله إلى ألمانيا.
أصيب في 24 أبريل 1945، عندما تم تحطمت سيارة طاقمه بواسطة طائرة مقاتلة بريطانية بالقرب من نيفرستافن في هولشتاين. توفي من الغرغرينا في مستشفى في باد سيغبرغ في 8 مايو 1945. 

## الجوائز
- شارة الجرح باللون الأسود (1 يوليو 1918) [3]
- وسام الفيرماخت للخدمة الطويلة من الدرجة الثانية (2 أكتوبر 1936) [3]
- الصليب الألماني في الذهب في 2 نوفمبر 1941 كما أوبرسلوبمينت في I./Reiter-Regiment 22 [4]
- الصليب الحديدي (1914) الدرجة الثانية (25 نوفمبر 1916) والدرجة الأولى (24 ديسمبر 1917) [5]
- مشبك الصليب الحديدي (1939) الدرجة الثانية (18 سبتمبر 1939) والدرجة الأولى (5 يونيو 1940) [5]
- وسام الفارس الصليبي الحديدي بأوراق البلوط والسيوف
  - صليب الفارس في 27 يونيو 1942 بصفته أوبرست وقائد شوتزن فوج 115 [6]
  - يغادر البلوط في 22 فبراير 1944 بصفته أوبرست وزعيم الـ 90. قسم بانزرجرينادير [6]
  - السيوف في 16 نوفمبر 1944 كقائد عام وقائد 90. فرقة بانزرجرينادير [6]

## الحواشي والمراجع

### اقتباسات
1. 1 2  Senger und Etterlin 1960.
2. ↑  Mitcham 2007.
3. 1 2  Thomas & Wegmann 1987.
4. ↑  Patzwall & Scherzer 2001.
5. 1 2  Thomas 1997.
6. 1 2 3  Scherzer 2007.

### قائمة المراجع
- Atkinson، Ricky (2007). The Day of Battle – The War in Sicily and Italy 1943–1944. London: Little, Brown. ISBN:978-0-316-72560-6.
- Hapgood، David؛ Richardson، David (1984). Monte Cassino. New York: Congdon & Weed. ISBN:0-86553-105-6.
- Mitcham، Samuel W. (2007). Rommel's Desert Commanders — The Men Who Served the Desert Fox, North Africa, 1941–42. Mechanicsburg, PA: Stackpole Books. ISBN:978-0-8117-3510-0.
- Patzwall, Klaus D.; Scherzer, Veit (2001). Das Deutsche Kreuz 1941 – 1945 Geschichte und Inhaber Band II [The German Cross 1941 – 1945 History and Recipients Volume 2] (بالألمانية). Norderstedt, Germany: Verlag Klaus D. Patzwall. ISBN:978-3-931533-45-8.
- Scherzer, Veit (2007). Die Ritterkreuzträger 1939–1945 Die Inhaber des Ritterkreuzes des Eisernen Kreuzes 1939 von Heer, Luftwaffe, Kriegsmarine, Waffen-SS, Volkssturm sowie mit Deutschland verbündeter Streitkräfte nach den Unterlagen des Bundesarchives [The Knight's Cross Bearers 1939–1945 The Holders of the Knight's Cross of the Iron Cross 1939 by Army, Air Force, Navy, Waffen-SS, Volkssturm and Allied Forces with Germany According to the Documents of the Federal Archives] (بالألمانية). Jena, Germany: Scherzers Militaer-Verlag. ISBN:978-3-938845-17-2.
- Senger und Etterlin، Fridolin von (1960). Krieg in Europa [Neither Fear nor Hope]. ترجمة: Malcolm، George. London: Macdonald & Co. Ltd.
- Thomas, Franz; Wegmann, Günter (1987). Die Ritterkreuzträger der Deutschen Wehrmacht 1939–1945 Teil III: Infanterie Band 1: A–Be [The Knight's Cross Bearers of the German Wehrmacht 1939–1945 Part III: Infantry Volume 1: A–Be] (بالألمانية). Osnabrück, Germany: Biblio-Verlag. ISBN:978-3-7648-1153-2.
- Thomas, Franz (1997). Die Eichenlaubträger 1939–1945 Band 1: A–K [The Oak Leaves Bearers 1939–1945 Volume 1: A–K] (بالألمانية). Osnabrück, Germany: Biblio-Verlag. ISBN:978-3-7648-2299-6.

| مناصب عسكرية    | مناصب عسكرية                | مناصب عسكرية    |
| --------------- | --------------------------- | --------------- |
| سبقه {{{سبقه}}} | {{{العنوان}}} {{{الأعوام}}} | تبعه {{{تبعه}}} |
| سبقه {{{سبقه}}} | {{{العنوان}}} {{{الأعوام}}} | تبعه {{{تبعه}}} |
| سبقه {{{سبقه}}} | {{{العنوان}}} {{{الأعوام}}} | تبعه {{{تبعه}}} |